# Kilncraigs Despatch Warehouse

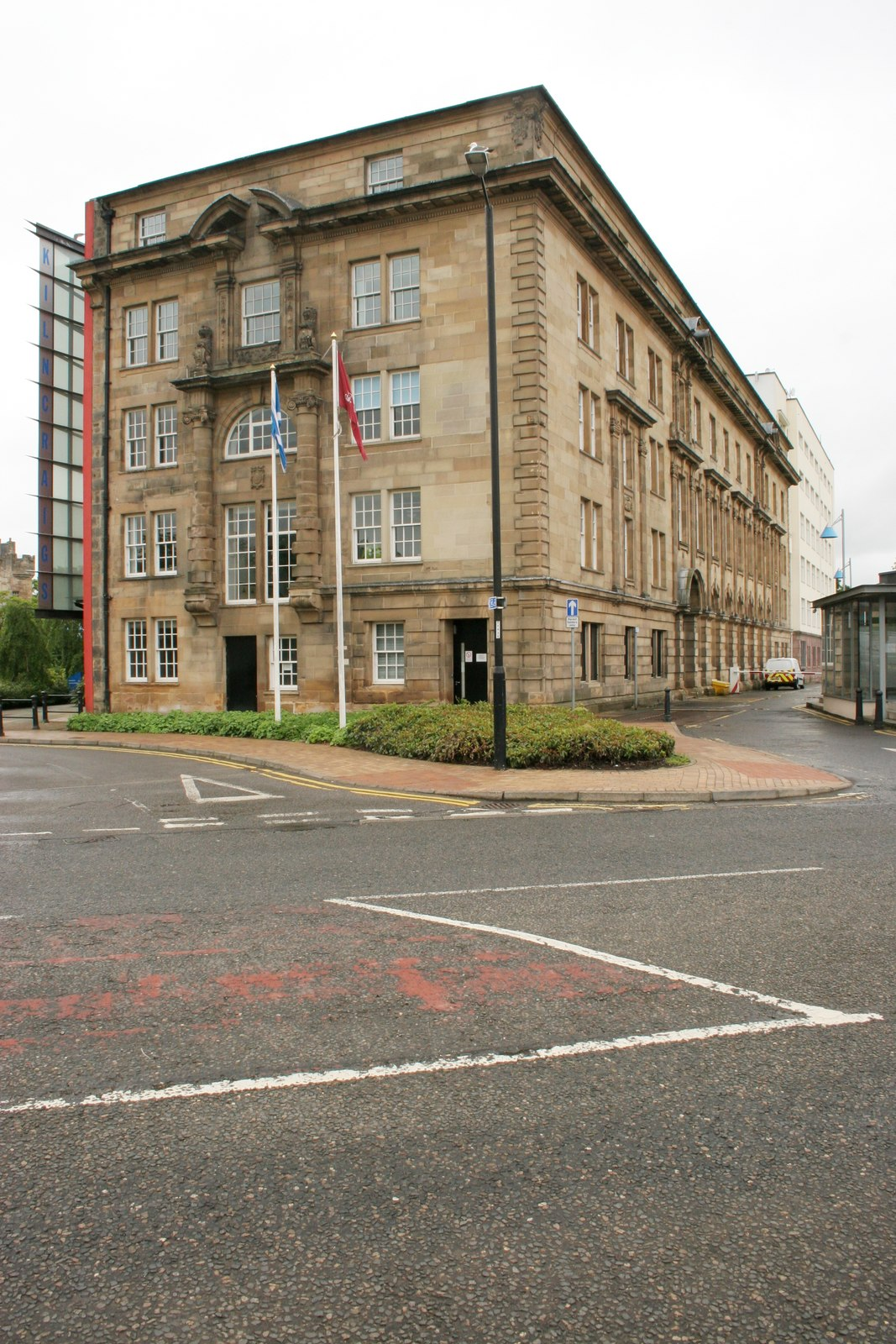
Kilncraigs Despatch Warehouse

Das Kilncraigs Despatch Warehouse ist ein Industriegebäude in der schottischen Stadt Alloa in der Council Area Clackmannanshire. Es ist eines von zwei bis heute erhaltenen Gebäuden der Kilncraigs Mills, einer Wollmühle, die seit 1814 an diesem Standort betrieben und sukzessive erweitert wurde. 1972 wurde das Bauwerk in die schottischen Denkmallisten aufgenommen und schließlich 2004 in die höchste Kategorie A hochgestuft.

## Beschreibung
Das Gebäude liegt südöstlich des Stadtzentrums Alloas und bildete den südwestlichen Abschluss des Betriebsgeländes. Es grenzt direkt an einen Friedhof an und liegt unweit des historischen Tower House Alloa Tower. Das Architekturbüro William Kerr, John Melvin & Son plante das Gebäude in den 1930er Jahren. 1936 wurde es auf dem Fundament eines Bauwerks aus dem Jahr 1924 errichtet. Im Norden grenzt direkt das zweite erhaltene Gebäude der Mühle aus dem Jahre 1904 an, welches ebenfalls von William Kerr geplant wurde.
Obschon das neue Gebäude deutlich moderner gestaltet ist, greift es Motive des Nachbargebäudes auf. Das sechsstöckige Lagergebäude ist unterkellert. Das Mauerwerk besteht aus Stahlbeton und ist teilweise mit rotem Sandstein verkleidet. Ebenerdig ist auch Backstein verbaut. Die Fenster an der Längsseite sind auf neun vertikalen Achsen angeordnet, welche im Schema 1–7–1 angeordnet sind. Außer auf der Achse am rechten Rand sind ebenerdig Zwillingsfenster zu finden. Im dritten und vierten Stockwerk wird links ein Motiv des nebenliegenden Gebäudes aufgegriffen, indem die leicht hervortretenden Fenster mit Blendpfeilern verziert sind. Mit Ausnahme des Erdgeschosses entspricht die gegenüberliegende Gebäudeseite der beschriebenen. Das Gebäude schließt mit mehreren parallel verlaufenden, schiefergedeckten Walmdächern mit Dachfenstern ab.